# マルチケーブル
マルチケーブルとは複数の独立した回路を接続するケーブルを一つのシース内に納めて一本化した物、また両端にコネクタを接続したアセンブリ。スネークケーブルとも言われる。主に音響／映像機器の接続に用いられる。

## 音響機器用マルチケーブル
複数の2芯シールドケーブルを同一シース内に納めたもの。用途に応じて構造が異なる。
スタジオで利用されるマルチケーブルは一般に引っ張り強度は求められず、一度敷設したあとは動かさない事が多いためにアルミラップシールド、横巻きシールドなどの構造が用いられる。
舞台、PAなどで用いられるマルチケーブルは引っ張り強度、屈曲に対する耐性、耐候性、軽量化が求められるとともに外来雑音に対する耐性を高めるために4芯によるQuad構造として電磁誘導ノイズの低減を図っている。
ケーブルの端末は独立したコネクタで取り出す場合（通称先バラ）と多極コネクタでマルチボックス（端子箱）に接続する場合がある。前者は固定設備で用いることが多く、後者は舞台などの仮設用として一般的である。
マルチケーブルに利用する多極コネクタは多岐にわたる。
- 主にスタジオ用として用いる多極コネクタの一覧
  - Dsub25ピンコネクタ　Tascam社の独自規格で8chのバランス接続が可能である。
  - 京セラELCO8016シリーズ互換品　56極/16ch、90極/24ch、120極/32chが用いられるがピンアサインの標準は定められていない。
  - DLコネクタ　SSL社のコンソールの標準入出力コネクタ。32ch。

- 主にPA用として用いる多極コネクタの一覧
  - Kシリーズ　SK-19/8ch、NK-27/8-12ch、FK-37/16chのバランス接続が可能である。各チャンネルのシールドは１本にまとめて接続される。国内ではカナレ社のピンアサインがデファクトスタンダードとなっているが、これはレコード協会技術部で定めた規格が元になっていると思われる。
  - MSシリーズ　24-32chのバランス接続が可能。

## 映像機器用マルチケーブル
複数の同軸ケーブルを同一のシース内に納めたもの。一般に両端は独立したBNCなどのコネクタが接続される。
コンポーネント映像信号と同期信号の伝送に用いる。

## AVマルチケーブル
家庭用ビデオカメラ、家庭用ゲーム機から映像信号と音声信号を取り出す為にコネクタと一体成形されたケーブル。